# Lhok Buya
Lhok Buya is een bestuurslaag in het regentschap Aceh Jaya van de provincie Atjeh, Indonesië. Lhok Buya telt 699 inwoners (volkstelling 2010).